# تیونویل ۹۳۷۶
سیارک ۹۳۷۶ (به انگلیسی: 9376 Thionville، نامگذاری:1993OU7) نه هزار و سیصد و هفتاد و ششمین سیارک کشف شده‌است که در ۲۰ ژوئیه ۱۹۹۳ کشف شد.
قدر مطلق سیارک برابر ۱۳٫۶۰ است.